# 2017年6月ロンドンテロ事件
2017年6月ロンドンテロ事件（2017ねんろくがつロンドンテロじけん）は、英国の首都ロンドンにおいて、2017年6月3日土曜日の22時08分（BST）ごろ発生した一連の襲撃事件である。
ロンドン警視庁によりテロと認定された。最初の襲撃はロンドン中心部テムズ川にかかるロンドン橋で、実行犯はワゴン車を暴走させ橋上の歩行者数人を次々と轢いていった。続いて、被疑者はバラ・マーケット付近へ移動し、車を乗り捨てた上で数人を刃物で刺傷させた。実行犯3人はいずれも駆けつけた警察によって射殺された。射殺された容疑者らは自爆ベルトのようなものを身に着けていたが、偽物だと判明した。死者は8人、重軽傷者数は48人以上とみられている。

## 犠牲者
8人が死亡し、少なくとも48人が負傷して、うち数名は重傷・重態となっている。死亡した8人のうち3人はフランス人、2人オーストラリア人、1人カナダ人、1人スペイン人、1人イギリス人であった。

## 実行犯
実行犯3人は、ロンドンの東部バーキングに住んでいたパキスタン出身のイギリス国籍の男と北アフリカ出身とされる男、さらにモロッコ系のイタリア人の男であった。